# Lago Tinquilco
El lago Tinquilco es el principal lago del Parque Nacional Huerquehue, en Chile. Tiene una superficie de 110 ha, siendo este el de mayor superficie, con aguas permanentemente claras, el cual se origina a partir del desagüe de los lagos Verde, Toro y Chico y de las lagunas Escondida, Huerquehue, Seca y Sin Nombre a través de los esteros Nirrico, Rincón, Puma, La Cascada, Mariluán y Seco. Este lago desagua por medio del río Quinchol y es tributario del río Liucura que a su vez desemboca al lago Villarrica a través del río Trancura.
El extremo este del lago cuenta con un gran número de cámpines y un refugio turístico que se encuentra a los pies del sendero principal del parque nacional Huerquehue que sube hacia varios lagos de menor tamaño y bosques de araucarias.